# Hans-Dieter Flick
Hans-Dieter "Hansi" Flick, född 24 februari 1965 i Heidelberg, är en tysk före detta professionell fotbollsspelare och mellan 2021 och 2023 förbundskapten för Tysklands herrlandslag. Mellan 2006 och 2014 var han assisterande tränare för landslaget under Jogi Löw. Den 4 november 2019 utsågs han som tillfällig tränare för FC Bayern München efter att Niko Kovac sparkats dagen före. Hans assisterande tränare blev Hermann Gerland. Först skulle han vara tränare för de två matcherna mot Olympiakos FC (i Uefa Champions League) och i "Der Klassiker" mot Borussia Dortmund. Efter två segrar (2–0 och 4–0) beslutade Bayern Münchens styrelse att Flick skulle fortsätta minst till juluppehållet. Därefter sas det att han skulle få vara kvar till sommaren, och den 3 april 2020 förlängdes hans kontrakt som huvudtränare till den 30 juni 2023 men upphörde den 1 juli 2021 i och med att han då tillträdde som förbundskapten.
Kort efter en träningslandskamp mot Japan som förlorades med 1−4 blev Flick i september 2023 avsatt som förbundskapten.
Den 29 maj 2024 blev Flick klar som tränare för katalanska laget FC Barcelona.